# Ел Пескадеро, Факултад де Ветеринарија УАНЛ (Чина)
Ел Пескадеро, Факултад де Ветеринарија УАНЛ (шп. El Pescadero, Facultad de Veterinaria UANL) насеље је у Мексику у савезној држави Нови Леон у општини Чина. Насеље се налази на надморској висини од 68 м.

## Становништво
Према подацима из 2005. године у насељу су живела 2 становника.

### Хронологија
| Година       | 2000 | 2005 |
| ------------ | ---- | ---- |
| Становништво | 1    | 2    |

### Попис
| # | Индикатор                        | Вредност |
| - | -------------------------------- | -------- |
| 1 | Укупно појединачних домаћинстава | 1        |